# Carrarese Calcio 1908 2010-2011
Questa pagina raccoglie le informazioni riguardanti la Carrarese Calcio 1908 nelle competizioni ufficiali della stagione 2010-2011.

## Rosa
| N. |                   | Ruolo | Calciatore             |
| -- | ----------------- | ----- | ---------------------- |
|    | Italia (bandiera) | D     | Fabrizio Anzalone      |
|    | Italia (bandiera) | D     | Maikol Benassi         |
|    | Italia (bandiera) | D     | Nicolò Buono           |
|    | Siria (bandiera)  | C     | Chadi Cheikh Merai     |
|    | Italia (bandiera) | C     | Giovanni Conti         |
|    | Italia (bandiera) | A     | Sasha Cori             |
|    | Italia (bandiera) | C     | Nicola Corrent         |
|    | Italia (bandiera) | D     | Manuele Del Nero       |
|    | Italia (bandiera) | C     | Morris Donati          |
|    | Italia (bandiera) | D     | Marco Duravia          |
|    | Italia (bandiera) | A     | Antonio Gaeta          |
|    | Italia (bandiera) | P     | Massimo Gazzoli        |
|    | Italia (bandiera) | C     | Giuseppe Giovinco (II) |
|    | Italia (bandiera) | D     | Alessandro Marchetti   |

| N. |                   | Ruolo | Calciatore         |
| -- | ----------------- | ----- | ------------------ |
|    | Italia (bandiera) | D     | Alessio Mariotti   |
|    | Italia (bandiera) | A     | Matteo Merini      |
|    | Italia (bandiera) | C     | Emanuele Orlandi   |
|    | Italia (bandiera) | A     | Pietro Pegollo     |
|    | Italia (bandiera) | A     | Manuel Pera        |
|    | Italia (bandiera) | C     | Gian Nicola Redomi |
|    | Italia (bandiera) | C     | Giovanni Santella  |
|    | Italia (bandiera) | D     | Kevin Trocar       |
|    | Italia (bandiera) | D     | Diego Vannucci     |
|    | Italia (bandiera) | C     | Luca Vigiani       |
|    | Italia (bandiera) | P     | Mauro Vigorito     |
|    | Italia (bandiera) | A     | Diego Vita         |
|    | Italia (bandiera) | A     | Riccardo Zampagna  |